# Bisdom Ðà Nẵng

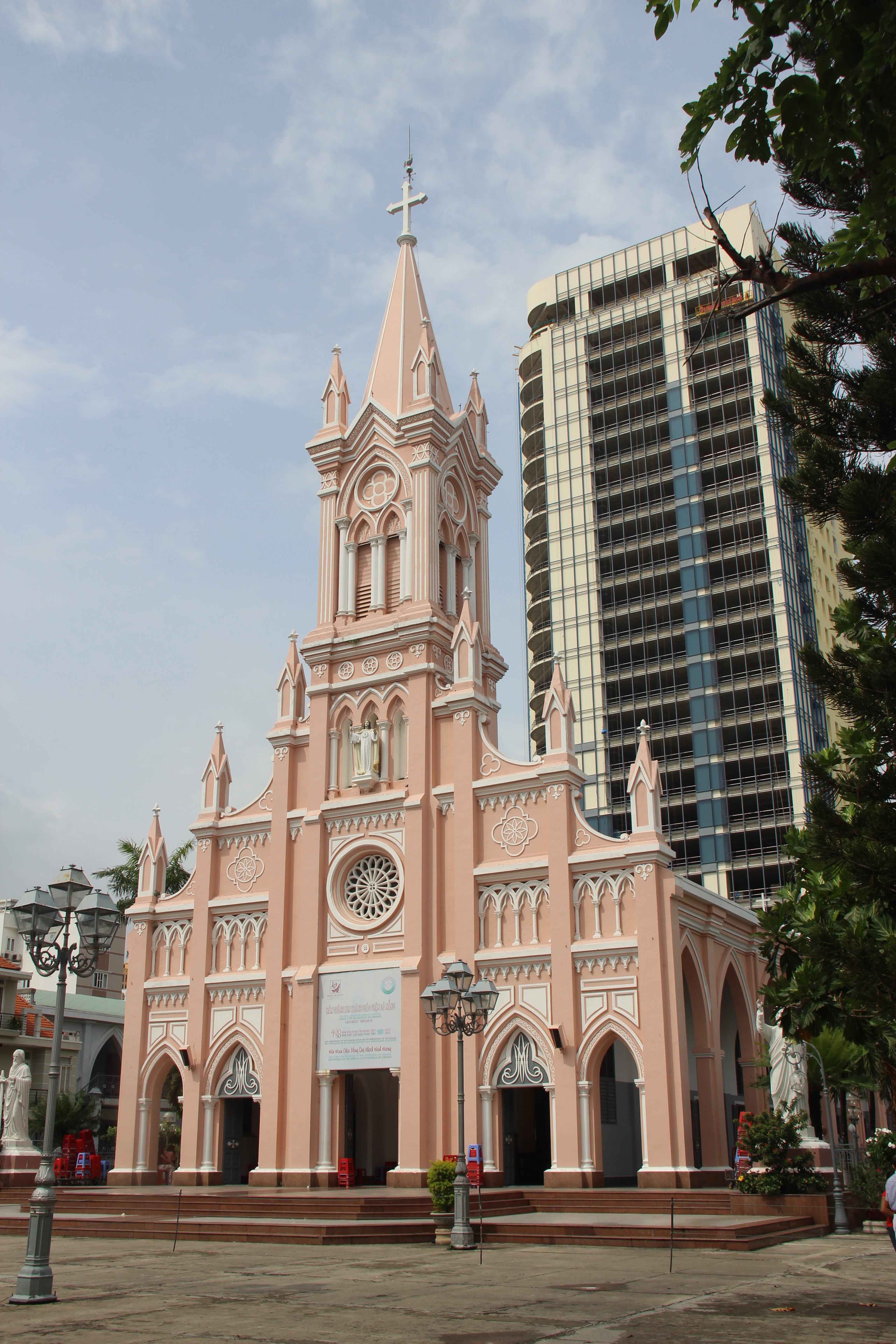
Kathedraal van Ðà Nẵng

Het bisdom Ðà Nẵng (Latijn: Dioecesis Danangensis) is een rooms-katholiek bisdom in Vietnam met als zetel Ðà Nẵng. Het bisdom werd opgericht in 1963 en is suffragaan aan het aartsbisdom Huế.
Het bisdom heeft een oppervlakte van 11.723 km² en omvat de stad Đà Nẵng en de provincie Quảng Nam. Het is onderverdeeld in 51 parochies. In 2021 telde het bisdom ongeveer 74.000 katholieken op een totale bevolking van 2.629.812 (2,8% van de bevolking). 

## Geschiedenis
De eerste missionarissen in het gebied waren jezuïeten in Hội An in 1615. Catechist Andreas van Phú Yên (1624 -1644) stierf als martelaar. Tijdens de 17e en 18e eeuw was Ðà Nẵng relatief veilig voor christenen en vormde het een centrum voor de katholieke missie.
In 1885 zou Maria zijn verschenen in het dorp Tra Kieu. Deze plaats groeide uit tot een mariaal bedevaartsoord.
In 1963 werd het bisdom gevormd uit het bisdom Quy Nhơn.

## Bisschoppen
- Pierre Marie Phạm Ngọc Chi (1963-1988)
- François Xavier Nguyễn Quang Sách (1988-2000)
- Paul Nguyễn Bình Tinh, P.S.S. (2000-2006)
- Joseph Châu Ngọc Tri (2006-2016)
- Joseph Ðặng Ðức Ngân (2016-)

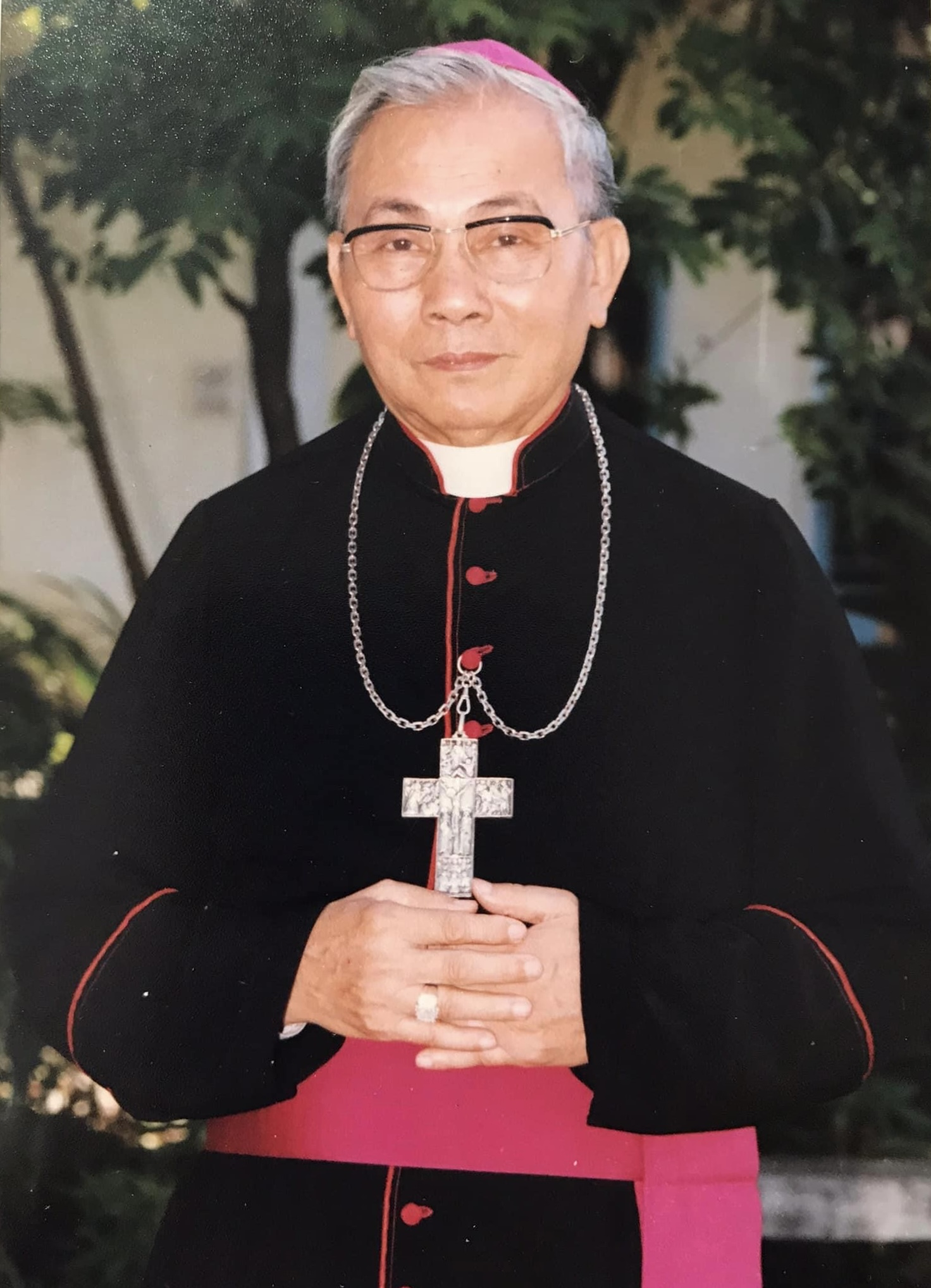
Paul Nguyễn Bình Tinh
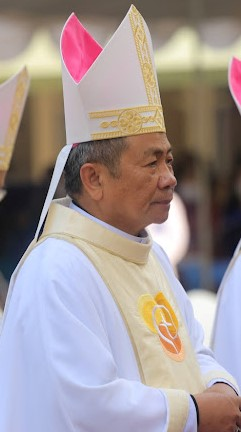
Joseph Châu Ngọc Tri